# Armin Hary
Armin Hary - (Quierschied, Alemania, 22 de marzo de 1937) fue un atleta alemán que ganó dos medallas de oro en los Juegos Olímpicos de Roma 1960, en 100 metros y relevos 4 x 100 metros.
A los 16 años dejó el fútbol, deporte que practicaba, por el atletismo, y se convirtió en un prometedor velocista. Su primer gran éxito internacional llegó en 1958 en los Campeonatos de Europa de Estocolmo, donde ganó el oro en los 100 metros y en los relevos 4 x 100 metros. Ese mismo año corrió los 100 metros en 10 segundos justos, lo que suponía un nuevo récord mundial, pero no fue reconocido oficialmente ya que la pista tenía una pendiente de 11 cm y el máximo permitido era de 10 cm.
El 21 de junio de 1960 en Zúrich, Hary se convirtió por fin en el primer hombre en la historia en correr los 100 metros en 10,0. En realidad ese día hizo dos veces esa marca, ya que tras una primera carrera en la que hizo 10,0 algunos jueces opinaron que se había adelantado en la salida. Entonces se decidió repetir la prueba esa misma tarde, y Hary volvió a hacer la misma marca sin que esta vez nadie protestara, siendo reconocida oficialmente como récord mundial.
Precisamente a Hary solía acusársele de hacer muchas salidas nulas, aunque esto era injusto, ya que su capacidad de reacción al disparo era mucho más rápida que la del resto de corredores, por lo que muchas de sus salidas nulas no lo eran en realidad.
En septiembre de ese mismo año llegó la competición más importante de su carrera deportiva, los Juegos Olímpicos de Roma 1960, donde partía como indiscutible favorito. Hary ganó la medalla de oro en los 100 metros con 10,2 convirtiéndose en el primer europeo que ganaba esta prueba desde que lo hiciera Harold Abrahams en 1924. La medalla de plata fue para el estadounidense David Sime (10,2) y el bronce para el británico Peter Radford (10,3)
Pocos días más tarde, en la final de la prueba de relevos 4 x 100 metros, el equipo de Alemania Occidental finalizó la prueba en segunda posición, tras los estadounidenses. Sin embargo quince minutos después de la carrera se anunció la descalificación del equipo americano por una mala entrega del testigo. De esta forma, los alemanes se hicieron con la medalla de oro con una marca de 39,5 que igualaba además el récord mundial. El cuarteto lo formaban por este orden Bernd Cullmann, Armin Hary, Walter Mahlendorf y Martin Lauer.
Tras los Juegos de Roma Hary se retiró de las pistas.
Armin Hary fue una de las primeras estrellas del atletismo en un sentido comercial, y se vio afectado por la rivalidad entre Puma y Adidas, las dos marcas de calzado deportivo más importantes, ya que ambas deseaban poder presumir de que el hombre más rápido del mundo usaba sus zapatillas. Por esta época regía el principio de amateurismo para los atletas olímpicos, por lo que en teoría no podían recibir dinero por su actividad, pero era habitual que algunos atletas famosos incumplieran esta norma.
Hary, que tenía un gran olfato comercial, intentaba aprovecharse de la situación. De hecho, en los Juegos de Roma usó zapatillas Puma en la final de los 100 metros y zapatillas Adidas durante la ceremonia de entrega de medallas, esperando cobrar dinero de ambas compañías. Sin embargo los responsables de Adidas se enfadaron, ya que antes siempre había usado su marca, y decidieron romper su relación comercial con él.
| Predecesor: Bobby Morrow | Campeón Olímpico de 100 metros lisos Juegos Olímpicos de Roma 1960 | Sucesor: Robert Hayes |